# Biwatendipes motoharui
Biwatendipes motoharui är en tvåvingeart som först beskrevs av Tokunaga 1965.  Biwatendipes motoharui ingår i släktet Biwatendipes och familjen fjädermyggor. Inga underarter finns listade i Catalogue of Life.